# DEB-Pokal 2011/12
Der DEB-Pokal wurde vom Deutschen Eishockey-Bund und der Eishockeyspielbetriebsgesellschaft in der Saison 2011/12 zum dritten Male seit der Neugestaltung des Turniers im Jahre 2009 veranstaltet. Beteiligt waren 31 Vereine der vorjährigen 2. Bundesliga und Eishockey-Oberliga, einige neue Oberligisten, der Regionalliga-Meister und die deutsche U20-Eishockeynationalmannschaft. Teams aus der höchsten deutschen Liga nahmen nicht teil.
Der Gewinner des im K.-o.-System ausgespielten Wettbewerbs erhielt neben dem kristallenen Wanderpokal eine Siegprämie. Das gesamte Preisgeld betrug 22.000 Euro. Der Wettbewerb begann am 17. September 2011, das Finale fand am 6. März 2012 statt.

## Modus
Der gesamte Pokal wurde in einfachen K.-o.-Runden ausgetragen. Zur Auslosung der Ansetzungen wurden alle Mannschaften in jeder Runde aus einem Topf gezogen, wobei die U20-Auswahl immer auswärts antrat. Heimrecht hatte stets der unterklassige, bei Gleichklassigkeit der erstgezogene Club.

## Teilnehmer
| 2. Bundesliga           | Oberliga               | Oberliga                | Oberliga             | Oberliga                   | Sonstige               |
| 2. Bundesliga           | Oberliga-Süd           | Oberliga-West           | Oberliga-Ost         | Oberliga-Nord              | Sonstige               |
| Bietigheim Steelers     | EHF Passau Black Hawks | Füchse Duisburg         | Black Dragons Erfurt | EHC Timmendorfer Strand 06 | U20-Nationalmannschaft |
| Dresdner Eislöwen       | Deggendorf Fire        | Kassel Huskies          | Wild Boys Chemnitz   | Rostock Piranhas           |                        |
| Eispiraten Crimmitschau | EC Peiting             | Löwen Frankfurt         | Saale Bulls Halle    |                            |                        |
| ESV Kaufbeuren          | EHC Klostersee         | Rote Teufel Bad Nauheim |                      |                            |                        |
| Fischtown Pinguins      | Erding Gladiators      |                         |                      |                            |                        |
| Hannover Indians        | EV Füssen              |                         |                      |                            |                        |
| Heilbronner Falken      | EV Regensburg          |                         |                      |                            |                        |
| Landshut Cannibals      | Selber Wölfe           |                         |                      |                            |                        |
| Lausitzer Füchse        | Tölzer Löwen           |                         |                      |                            |                        |
| Ravensburg Towerstars   |                        |                         |                      |                            |                        |
| SC Riessersee           |                        |                         |                      |                            |                        |
| SERC Wild Wings         |                        |                         |                      |                            |                        |
| Starbulls Rosenheim     |                        |                         |                      |                            |                        |

## Ansetzungen

### 1. Runde
| 17. September 2011 16:05 Uhr | Wild Boys Chemnitz | 10:4 (5:1, 2:0, 3:3) Spielbericht | EHC Timmendorfer Strand 06 | Eissporthalle Küchwald, Chemnitz Zuschauer: 286 |

| 18. September 2011 16:00 Uhr | Black Dragons Erfurt | 1:3 (1:0, 0:2, 0:1) Spielbericht | EC Peiting | Eishalle Erfurt Kartoffelhalle, Erfurt Zuschauer: 721 |

| 18. September 2011 18:30 Uhr | Kassel Huskies | 4:5 (1:1, 0:0, 3:4) Spielbericht | Fischtown Pinguins Bremerhaven | Eissporthalle, Kassel Zuschauer: 3.075 |

| 18. September 2011 18:30 Uhr | Deggendorf Fire | 1:4 (0:1, 1:2, 0:1) Spielbericht | Hannover Indians | Eissporthalle, Deggendorf Zuschauer: 395 |

| 18. September 2011 16:30 Uhr | EHF Passau Black Hawks | 4:5 n. V. (1:2, 2:2, 1:0, 0:1) Spielbericht | U20-Nationalmannschaft | Eis-Arena, Passau Zuschauer: 808 |

| 18. September 2011 16:00 Uhr | Löwen Frankfurt | 4:2 (2:0, 0:1, 2:1) Spielbericht | SC Riessersee | Eissporthalle, Frankfurt am Main Zuschauer: 3.033 |

| 18. September 2011 15:30 Uhr | EC Rote Teufel Bad Nauheim | 5:3 (2:0, 1:2, 2:1) Spielbericht | Selber Wölfe | Colonel-Knight-Stadion, Bad Nauheim Zuschauer: 922 |

| 18. September 2011 18:00 Uhr | Heilbronner Falken | 4:1 (0:1, 4:0, 0:0) Spielbericht | ESV Kaufbeuren | Kolbenschmidt-Arena, Heilbronn Zuschauer: 1.224 |

| 18. September 2011 18:30 Uhr | Füchse Duisburg | 1:5 (0:1, 1:0, 0:4) Spielbericht | Landshut Cannibals | SCANIA-Arena, Duisburg Zuschauer: 746 |

| 18. September 2011 19:00 Uhr | Tölzer Löwen | 3:4 (1:2, 1:2, 1:0) Spielbericht | Bietigheim Steelers | Hacker-Pschorr Arena, Bad Tölz Zuschauer: 637 |

| 18. September 2011 18:30 Uhr | EV Füssen | 5:4 n. P. (1:2, 1:1, 2:1, 0:0, 1:0) Spielbericht | Schwenninger Wild Wings | BLZ Arena, Füssen Zuschauer: 938 |

| 18. September 2011 18:00 Uhr | Eispiraten Crimmitschau | 4:2 (1:0, 2:1, 1:1) Spielbericht | Dresdner Eislöwen | Kunsteisstadion im Sahnpark, Crimmitschau Zuschauer: 2.442 |

| 18. September 2011 18:00 Uhr | Erding Gladiators | 4:7 (0:2, 2:4, 2:1) Spielbericht | Lausitzer Füchse | Eissporthalle, Erding Zuschauer: 836 |

| 18. September 2011 18:00 Uhr | Rostock Piranhas | 1:9 (0:2, 1:5, 0:2) Spielbericht | Saale Bulls Halle | Eishalle Rostock, Rostock Zuschauer: 769 |

| 18. September 2011 18:00 Uhr | EHC Klostersee | 0:7 (0:2, 0:2, 0:3) Spielbericht | Ravensburg Towerstars | Kunsteisstadion Grafing, Grafing Zuschauer: 480 |

| 18. September 2011 18:00 Uhr | EV Regensburg | 4:6 (0:2, 0:2, 0:3) Spielbericht | Starbulls Rosenheim | Kunsteisstadion Grafing, Grafing Zuschauer: 1.532 |

### Achtelfinale
| 16. November 2011 19:00 Uhr | Eispiraten Crimmitschau | 3:7 (1:2, 2:2, 0:3) Spielbericht | Fischtown Pinguins Bremerhaven | Kunsteisstadion im Sahnpark, Crimmitschau Zuschauer: 717 |

| 16. November 2011 19:30 Uhr | Landshut Cannibals | 6:2 (2:0, 1:0, 3:2) Spielbericht | U20-Nationalmannschaft | Städtische Eissporthalle, Landshut Zuschauer: 836 |

| 16. November 2011 19:30 Uhr | Löwen Frankfurt | 7:1 (2:0, 2:1, 3:0) Spielbericht | Wild Boys Chemnitz | Eissporthalle, Frankfurt Zuschauer: 2.511 |

| 16. November 2011 19:30 Uhr | Hannover Indians | 2:0 (1:0, 1:0, 0:0) Spielbericht | Heilbronner Falken | Eisstadion am Pferdeturm, Hannover Zuschauer: 694 |

| 16. November 2011 19:30 Uhr | EC Rote Teufel Bad Nauheim | 4:3 n. V. (0:0, 2:3, 1:0, 1:0) Spielbericht | Lausitzer Füchse | Colonel-Knight-Stadion, Bad Nauheim Zuschauer: 923 |

| 16. November 2011 19:30 Uhr | Bietigheim Steelers | 1:0 (0:0, 1:0, 0:0) Spielbericht | Ravensburg Towerstars | Eisarena Ellental, Bietigheim-Bissingen Zuschauer: 635 |

| 16. November 2011 19:30 Uhr | EC Peiting | 3:1 (1:0, 1:1, 1:0) Spielbericht | Saale Bulls Halle | Eissporthalle Peiting, Peiting Zuschauer: 592 |

| 16. November 2011 20:00 Uhr | EV Füssen | 3:6 (3:2, 0:3, 0:1) Spielbericht | Starbulls Rosenheim | Bundesleistungszentrum, Füssen Zuschauer: 803 |

### Viertelfinale
| 17. Januar 2012 19:30 Uhr | EC Peiting | 1:5 (0:4, 0:0, 1:1) Spielbericht | Bietigheim Steelers | Eissporthalle Peiting, Peiting Zuschauer: 668 |

| 17. Januar 2012 19:30 Uhr | EC Bad Nauheim | 0:8 (0:2, 0:4, 0:2) Spielbericht | Fischtown Pinguins Bremerhaven | Colonel-Knight-Stadion, Bad Nauheim Zuschauer: 984 |

| 17. Januar 2012 19:30 Uhr | Löwen Frankfurt | 2:3 (0:0, 2:3, 0:0) Spielbericht | Hannover Indians | Eissporthalle Frankfurt, Frankfurt am Main Zuschauer: 2.910 |

| 17. Januar 2012 19:30 Uhr | Landshut Cannibals | 5:1 (2:1, 0:0, 3:0) Spielbericht | Starbulls Rosenheim | Eisstadion am Gutenbergweg, Landshut Zuschauer: 2.442 |

### Halbfinale
Die Auslosung der Partien erfolgte im Anschluss an die Bundesligapartie Hannover Indians gegen Landshut Cannibals am 20. Januar 2012 in Hannover.
| 7. Februar 2012 19:30 Uhr | Landshut Cannibals | 5:1 (3:0, 1:1, 1:0) Spielbericht | Fischtown Pinguins Bremerhaven | Eisstadion am Gutenbergweg, Landshut Zuschauer: 1049 |

| 7. Februar 2012 19:30 Uhr | Hannover Indians | 0:3 (0:1, 0:0, 0:2) Spielbericht | Bietigheim Steelers | Eisstadion am Pferdeturm, Hannover Zuschauer: 1126 |

### Finale
Das Heimrecht des Finalspiels wurde am 12. Februar in Garmisch-Partenkirchen im Rahmen des Pond Hockey Cups ausgelost.
| 6. März 2012 20:00 Uhr | Bietigheim Steelers | 6:3 (2:0, 3:0, 1:3) Spielbericht | Landshut Cannibals | Eisarena Ellental, Bietigheim-Bissingen Zuschauer: 2216 |